# Рамуш-Орта, Жозе
Жозе́ Мануэ́л Ра́муш-О́рта (порт. José Manuel Ramos-Horta; род. 26 декабря 1949, Дили) — второй с момента провозглашения независимости страны президент Восточного Тимора. Занимал должность президента с 20 мая 2007 года, после победы на президентских выборах. Кавалер ордена Свободы. Один из основателей ФРЕТИЛИН, активный борец за независимость Восточного Тимора от Индонезии. С начала 1970-х в движении за независимость Восточного Тимора. Во время индонезийской оккупации Восточного Тимора занимал должность «министра иностранных дел в изгнании» (1975—1979). В 1988 году вышел из движения ФРЕТИЛИН и продолжил деятельность как независимый политик.
После получения Восточным Тимором независимости в 2002 году стал министром иностранных дел нового государства. После Восточно-тиморского кризиса в 2006—2007 годах — премьер-министр Восточного Тимора. 11 февраля 2008 года был ранен в результате покушения, организованного экстремистской организацией боевиков Восточного Тимора.

## Ранняя биография и семья
Родился 26 декабря 1949 года в Дили, столице Восточного Тимора. По происхождению — метис, его мать была смешанного португальско-тиморского происхождения, а отец — португальцем, отправленным в ссылку во время диктатуры Салазара. У Рамуш-Орты было 11 братьев и сестёр, 4 из которых были убиты индонезийскими военными.
Он получил образование в католической миссии в небольшом поселении Соибада, после индонезийской оккупации выбранном ФРЕТИЛИН в качестве штаб-квартиры.
Жозе Рамуш-Орта изучал международное право в Академии международного права в 1983 году. Окончил Антиохийский колледж в Йеллоу-Спрингс, штат Огайо, где получил степень магистра (1984). Также изучал международное право и права человека в Международном институте по правам человека в Страсбурге (1983). Окончил аспирантуру по специальности «Внешняя политика США» в Колумбийском университете в Нью-Йорке (1983). Он является старшим ассоциированным членом университета Оксфордского колледжа Святого Антония (1987) и свободно говорит на пяти языках: португальском, английском, французском, испанском и наиболее распространённом в Восточном Тиморе тетуме.
Состоит в разводе с Ана Пессоа Пинту, бывшим министром Восточного Тимора, от которой у него есть сын, Лоро Орта, родившийся в изгнании в Мозамбике.
Роза Мария Рамуш-Орта — младшая сестра Жозе Рамуш-Орты — была замужем за Жуаном Каррашсаланом, одним из основателей консервативного Тиморского демократического союза, политически противостоящего ФРЕТИЛИН.

## Политическая карьера
Он принимал активное участие в развитии политического сознания в португальском Тиморе, в результате чего был отправлен в ссылку на два года (1970—1971) в португальскую Восточную Африку. Его дед, до него, также был отправлен в ссылку из Португалии на Азорские острова, затем на Кабо-Верде, португальскую Гвинею и, наконец, португальский Тимор.
Умеренный во взглядах в развивающемся руководстве, он был назначен министром иностранных дел в правительстве Демократической Республики Восточный Тимор, провозгласившей независимость в ноябре 1975 года. Когда назначенному министру Рамуш-Орта было всего 25 лет, он покинул Восточный Тимор за три дня до вторжения индонезийских войск и начал отстаивать интересы Тимора в ООН.
Рамуш-Орта прибыл в Нью-Йорк для апелляции к Совету Безопасности ООН и призыва к действию в условиях индонезийской оккупации, в ходе которой, по разным оценкам, могло погибнуть около 102 000 жителей Восточного Тимора. Рамуш-Орта был постоянным представителем ФРЕТИЛИН в ООН в течение следующих десяти лет. Его друзья в то время отмечали, что он прибыл в США с двадцатью пятью долларами в кармане. Ему часто не хватало денег в этот период; он выжил благодаря милости американцев, которые восхищались его политикой и его решимостью. Кроме того, он был вынужден путешествовать по всему миру, чтобы объяснить позицию своей партии.
В 1993 году премия Рафто была присуждена народу Восточного Тимора. Министр иностранных дел в изгнании Жозе Рамуш-Орта представлял свою нацию на церемонии вручения. В мае 1994 года президент Филиппин Фидель Рамос, поддавшись давлению со стороны Джакарты, пытался запретить международную конференцию по Восточному Тимору в Маниле, включив Рамуш-Орта в чёрный список, а правительство Таиланда в том же году объявило его персоной нон грата.
В декабре 1996 года вместе с епископом Карлушем Белу получил Нобелевскую премию мира. Нобелевский комитет выбрал этих двух лауреатов за «неустанные усилия против угнетения малых народов», надеясь, что «эта награда будет стимулировать усилия по поиску дипломатического решения конфликта в Восточном Тиморе на основе права народов на самоопределение». Комитет назвал Рамуш-Орта «ведущим международным представителем Восточного Тимора с 1975 года».
Рамуш-Орта играет ведущую роль в переговорах по институциональной основе независимости. Он возглавлял делегацию Тимора в важном совместном семинаре с Временной администрацией ООН в Восточном Тиморе (UNTAET) 1 марта 2000 года, где была выработана новая стратегия и определены институциональные потребности. В результате был выработан план совместного управления с исполнительной властью, в том числе с лидерами Национального конгресса по реконструкции Тимора (CNRT). Более подробная стратегия была выработана на конференции в мае 2000 года. Специальный представитель Генерального секретаря ООН в Восточном Тиморе, Сержиу Виейра ди Меллу, представил новый проект на донорской конференции в Лиссабоне 22 июня 2000 года, и в Совете Безопасности ООН 27 июня 2000 года. 12 июля 2000 года было принято постановление о создании переходного правительства, состоящего из четырёх представителей Восточного Тимора и четырёх представителей UNTAET. Обновлённое объединённое правительство успешно заложило институциональные основы независимости, а 27 сентября 2002 года Восточный Тимор присоединился к Организации Объединённых Наций. Рамуш-Орта был его первым министром иностранных дел.
3 июня 2006 года Рамуш-Орта в результате отставки предыдущего министра стал и. о. министра обороны. 25 июня 2006 года он ушёл в отставку как с поста министра иностранных дел, так и с поста министра обороны, объявив: «Я не хочу быть связан с нынешним правительством или с любым правительством, с участием Алкатири». На премьер-министра Алкатири оказывалось давление, чтобы он отдал свою должность президенту Шанана Гужману, но на съезде 25 июня руководители партии ФРЕТИЛИН решили оставить Алкатири на посту премьер-министра; Рамуш-Орта подал в отставку сразу же после этого решения. Министр иностранных дел Австралии Александр Доунер выразил своё личное разочарование по поводу отставки Рамуш-Орта. После отставки Алкатири 26 июня Рамуш-Орта отозвал своё заявление об отставке, получил должность премьер-министра и оставался на ней до тех пор, пока не был назван преемник Алкатири. 8 июля 2006 года президент Гусман официально назначил Рамуш-Орта премьер-министром.
До назначения премьер-министром Рамуш-Орта считался возможным кандидатом на роль преемника Кофи Аннана, Генерального секретаря ООН. Он выбыл из гонки, чтобы занять должность премьер-министра Восточного Тимора, но показал, что может баллотироваться на должность в ООН в будущем: «Я могу подождать пять лет, если я действительно буду заинтересован в работе в 2012 году, меня бы это заинтересовало».
В интервью Аль-Джазире 22 февраля 2007 года Рамуш-Орта сказал, что будет участвовать в апреле в президентских выборах. 25 февраля 2007 года Рамуш-Орта выдвинул свою кандидатуру на пост президента. Он получил поддержку президента Гусмана, который решил не переизбираться на новый срок.
В первом туре выборов, состоявшихся 9 апреля, Рамуш-Орта по итогам голосования получил второе место с 21,81 % голосов. Вместе с кандидатом от партии ФРЕТИЛИН, Франсишку Гутерришем, занявшим первое место в первом туре, он принял участие во втором туре выборов в мае 2007 года. Окончательные результаты выборов были оглашены 11 мая 2007 года. Жозе Рамуш-Орта победил с 69 % голосов.

## Президентство
Инаугурация на пост Президента Восточного Тимора прошла 20 мая 2007 года в здании парламента в Дили. Жозе Рамуш-Орта оставил пост премьер-министра за день до инаугурации. Пост премьер-министра занял Эштанислау да Силва.
В первом туре президентских выборов 2012 года, состоявшемся 17 марта, Рамуш-Орта, имевший право избираться на второй срок, занял третье место с 19,43 % голосов. Его соперники — Франсишку Гутерриш и Таур Матан Руак — набрали 27,28 % голосов и 24,17 % голосов соответственно. Жозе Рамуш-Орта признал своё поражение, и его президентский срок закончился 19 мая 2012 года, с инаугурацией следующего Президента Восточного Тимора.

### Попытка покушения
Основная статья: Покушения в Восточном Тиморе (2008)
11 февраля 2008 года был тяжело ранен в живот в результате покушения, организованного экстремистской организацией боевиков Восточного Тимора. При покушении один из охранников Рамуш-Орта был ранен, а лидер боевиков, Альфреду Рейнаду, погиб. После покушения Рамуш-Ошта был доставлен на австралийскую военную базу в Дили, впоследствии был переправлен в Королевский госпиталь Дарвина в Австралии. Врачи констатировали 2-3 ранения, особенно сильно было задето правое лёгкое. Его состояние оценивалось как тяжёлое, но стабильное. Был переведён в состояние искусственной комы для поддержания жизненных функций организма. Выведен из этого состояния 21 февраля. 12 марта было опубликовано сообщение от Рамуш-Орта, всё ещё находившегося на реабилитации в Дарвине. В этом послании он поблагодарил своих сторонников и Австралии и сказал, что о нём «очень хорошо заботились». Пресс-секретарь сообщил, что состояние Рамуш-Орта улучшается, и что он начал совершать короткие ежедневные прогулки.
Рамуш-Орта был выписан из госпиталя 19 марта, но остался в Австралии для прохождения курса физиотерапии «ещё на несколько недель». Описывая отправку в госпиталь, он сказал, что постоянно оставался в сознании после покушения и «помнит все подробности». 17 апреля Жозе Рамуш-Ошта вернулся в Восточный Тимор и дал пресс-конференцию в аэропорту сразу после возвращения, в которой призвал оставшихся в горах повстанцев сложить оружие.
По официальной версии, 11 февраля 2008 года группа военнослужащих, возглавляемая Рейнаду, проникла в резиденцию президента Рамуш-Орты. Смена караула, прибывшая в резиденцию, обнаружила там подозрительных вооруженных лиц и открыла огонь. В перестрелке Рейнаду и один из его сообщников были убиты. Услышав выстрелы, президент поспешил к резиденции, вблизи которой он был обстрелян и получил два ранения. Нападавшие мятежники поспешно скрылись. Узнав о случившемся, премьер-министр Шанана Гужман также немедленно поспешил к месту событий, но его автомобиль подвергся обстрелу со стороны другой группы мятежников. Премьер-министр не пострадал, а тяжело раненый Рамуш-Орта был отправлен самолетом на лечение в Австралии. По неофициальной версии, Рейнаду в течение продолжительного времени гостил в резиденции президента для ведения переговоров. Услышав стрельбу, он выбежал из резиденции и был убит выстрелами в упор предположительно военнослужащими правительственных сил, которые ранили и самого президента, а покушение на Гужмана было инсценировкой. 
После этих событий был введён режим «усиленного чрезвычайного положения», были арестованы свыше двухсот человек, включая парламентариев и журналистов.

## Другая деятельность

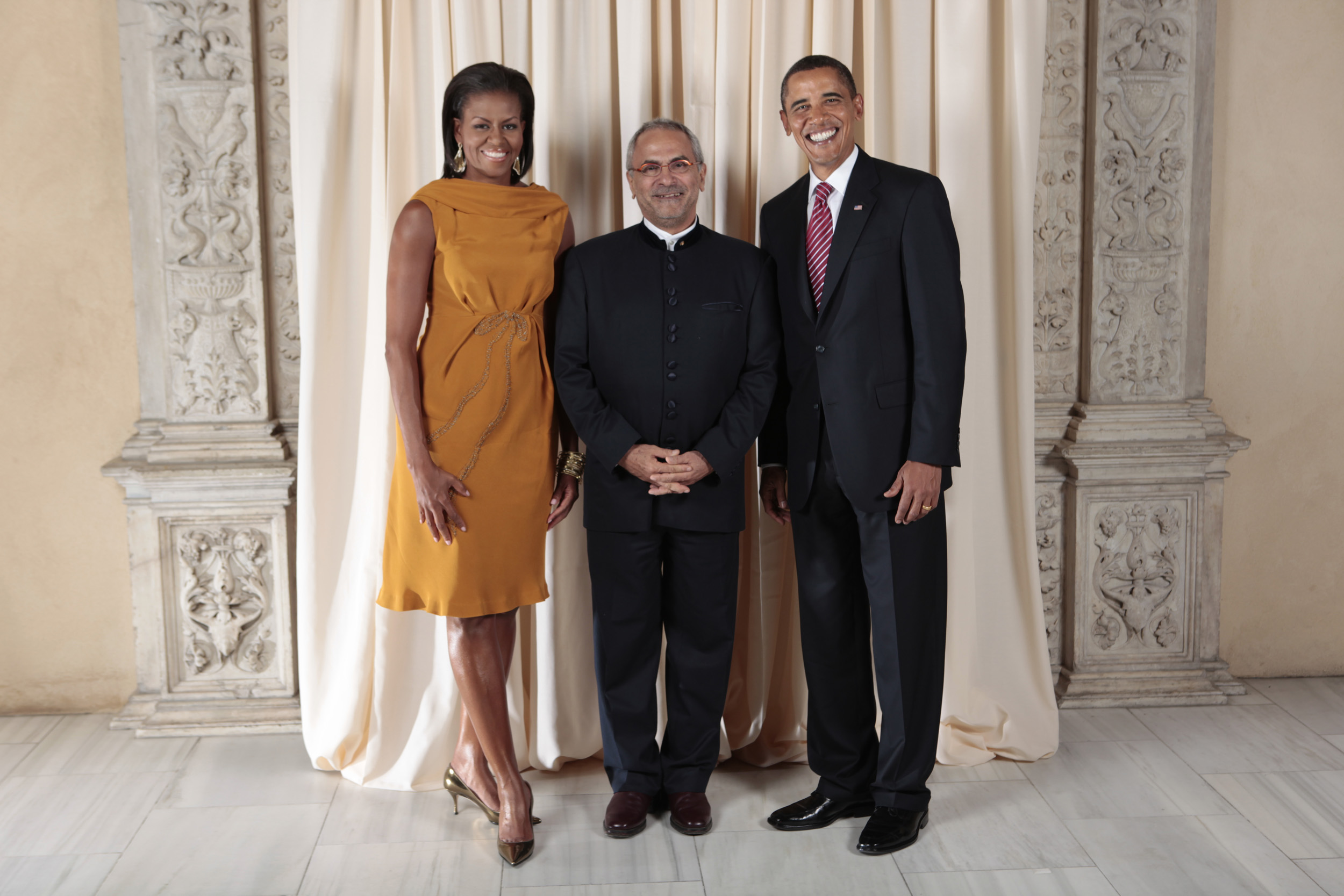
Рамуш-Орта и чета Обама

Рамуш-Орта вместе с другими нобелевскими лауреатами часто выступает на конференциях Peacejam.
Председатель сепаратистской организации Индии — ОФОА, Арабинда Райкхова сказал, что Рамуш-Орта выступает в качестве основной силы ОФОА, оказывающей воздействие на международных форумах.
С 2000 года он занимал пост председателя Консультативного совета в TheCommunity.com — веб-сайте, посвящённом миру и защите прав человека. В 2001 году он собрал на веб-сайте заявления 28 лауреатов Нобелевской премии мира относительно событий 11 сентября в США и возглавил другие мирные инициативы со своими коллегами — лауреатами Нобелевской премии.
Рамуш-Орта поддержал американское вторжение и оккупацию Ирака и осудил антиамериканизм критиков вторжения как «лицемерие». В 1990-х он поддерживал курдов в Ираке.

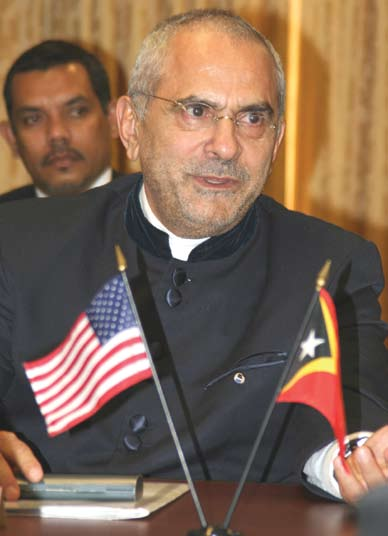
Жозе Рамуш-Орта в 2009 году

В мае 2009 года Рамуш-Орта заявил, что будет просить Международный уголовный суд расследовать действия правящей хунты в Бирме (Мьянме), если они продолжат содержание под арестом лауреата Нобелевской премии Аун Сан Су Чжи. Однако к августу 2010 года, он смягчил свои взгляды по Мьянме, тепло принял министра иностранных дел Мьянмы Нан Виня, и сказал, что хочет улучшить отношения и установить прочные коммерческие связи с Мьянмой.
5 августа 2009 года он присутствовал на похоронах покойного экс-президента Филиппин Корасон Акино. Он был единственным иностранным главой государства, принявшем участие в мероприятии.
29 сентября 2009 года он выступил c лекцией в престижном Центре развития и предпринимательства Массачусетского технологического института.
30 июня 2010 года он принял участие в инаугурации Бенигно Акино III, 15-го президента Филиппин. Он был единственным главой государства, присутствовавшем на инаугурации. Рамуш-Орта является близким другом семьи Акино.
В 2016 году подписал открытое письмо нобелевских лауреатов с призывом к Greenpeace, Организации Объединённых Наций и правительствам всего мира прекратить борьбу с генетически модифицированными организмами (ГМО).

## Награды
В декабре 1996 года вместе с епископом Карлушем Белу получил Нобелевскую премию мира. Оба лауреата были награждены в 1996 году португальским орденом Свободы, став кавалерами Большого Креста.

## Второй президентский срок
В 2022 году Рамуш-Орта вновь принял участие в президентских выборах. Первый тур президентских выборов состоялся 19 марта, в нем Рамуш-Орта набрал 46% голосов. Второй тур прошел 19 апреля, его единственным соперником стал действующий президент Франсишку Гутерриш. Рамуш-Орта получил 62% голосов и был избран.

## В искусстве
В 2000 году вышел документальный фильм «Дипломат» (англ. The Diplomat), режиссёра Тома Зубрицки, показавший Рамуш-Орта в период с 1998 года до возвращения в Восточный Тимор в 2000 году. В 2009 году Рамуш-Орта сыграл Оскар Айзек в фильме Балибо. В фильме рассказывается история группы журналистов Балибо пять и событиях, предшествовавших индонезийской оккупации Восточного Тимора.